# Цзы-вэй
Цзы-вэй (кит. 子韋) - древнекитайский астроном, астролог, историограф (сысин) (司星) и философ. Время жизни VI - V вв. до н.э. Автор несохранившегося до наших дней сочинения в трех главах (пянях). 
Беседа Цзы-вэя с правителем царства Сун Цзин-гуном о принципах управления и их связи с движениями планет упоминается в 
«Люйши чуньцю» (Кн.6. Гл.4),  в «Хуайнаньцзы» (Гл. 12) и у Сыма Цяня («Ши цзи». Глава 38).
В библиографическом разделе «Истории династии Хань» («Ханьшу и вэнь чжи») Цзы-вэй возглавляет список представителей школы инь ян (инь ян цзя).
Сыма Цянь называет Цзы-вэя среди тех, кто в древности был искусен в небесных подсчетах (天數)
("Ши цзи". Гл. 27).

## Свидетельства
«В древности искусными в небесных подсчетах были: Чун и Ли до правления Гао-синя, Си и Хэ при Тане и Юе, Кунь-у во владении Ю-ся, У-сянь при династии Инь-Шан, Ши И и Чан Хун в доме Чжоу, Цзы-вэй в княжестве Сун, Би-цзао в княжестве Чжэн, Гань-гун в княжестве Ци, Тан Мэй в княжестве Чу, Инь Гао в княжестве Чжао и Ши Шэнь в княжестве Вэй». 
Сыма Цянь Ши цзи. Глава 27.
«昔之傳天數者：高辛之前，重、黎；於唐、虞，羲、和；有夏，昆吾；殷商，巫咸；周室，史佚、萇弘；於宋，子韋；鄭則裨灶；在齊，甘公；楚，唐眛；趙，尹皋；魏，石申»。
"Цзы-вэй и Гань Цзюнь – совершенные мудрецы в области астрологии, Ши Су и Синь Ляо –совершенные мудрецы в области гаданий по черепаховым панцирям и тысячелистнику".
Гэ Хун Баопу-цзы. Глава12.
кит.子韋甘均，占候之聖也；史蘇辛廖，卜筮之聖也